# Bataille de Tikrit
Seconde guerre civile irakienne
La bataille de Tikrit a lieu lors de la seconde guerre civile irakienne. Les forces gouvernementales irakiennes lancent une offensive pour reprendre la ville de Tikrit, conquise le 11 juin 2014, par les rebelles sunnites. Le 31 mars 2015, les forces irakiennes et alliées reprennent le contrôle de la ville. Des poches de résistance et de combattants de l'EI auraient subsisté après cette date à Tikrit et ses environs.

## Prélude
Le 11 juin 2014, après la chute la veille de la ville de Mossoul, les djihadistes salafistes de l'État islamique en Irak et au Levant et les rebelles sunnites entrent dans les provinces de Kirkouk et Salah ad-Din et s'emparent de la ville de Tikrit,,. La ville est prise en quelques heures et 300 prisonniers sont délivrés par les rebelles. Les combats provoquent également la fuite de 40 000 habitants de Tikrit et Samarra selon l'Organisation internationale pour les migrations.
1 700 prisonniers chiites sont fusillés du 11 au 14 juin par les djihadistes de l'État islamique en Irak et au Levant qui revendiquent le massacre.

## Déroulement

### Offensives irakiennes de juin 2014
Après avoir contenu les insurgés à Samarra et Bakouba, les Forces armées irakiennes tentent une contre-offensive pour reprendre la ville de Tikrit. Le 26 juin, les forces gouvernementales effectuent une attaque aéroportée, trois hélicoptères déposent des commandos dans le stade de la ville. Un des appareils s'écrase cependant au cours de l'opération, touché par des tirs des insurgés. Le 27 juin, des hélicoptères de l'armée irakienne effectuent des tirs sur le campus de l'université de Tikrit où sont basées des troupes insurgées. Selon l'armée irakienne, 29 « terroristes » sont tués ce jour-là à Tikrit.
Le 28 juin, l'armée lance l'offensive avec plusieurs milliers de soldats soutenus par l'aviation. Les combats s'engagent contre les djihadistes de l'EIIL à un ou deux kilomètres à l'ouest de la ville, et à une vingtaine de kilomètres au sud.
Le lendemain, des combats ont lieu près de l'université, dans le nord de la ville. De son côté l'armée de l'air effectue des frappes sur des repaires de commandants insurgés dans le centre et l'ouest de la ville. Les anciens palais de Saddam Hussein, utilisés par l'administration locale, et la grande Place des festivités, figurent parmi les cibles. Un hélicoptère de l'armée irakienne est détruit par les djihadistes. Ce jour-là Kassim Atta, porte-parole de l'armée irakienne, déclare que les forces de sécurité irakiennes ont tué 142 « terroristes » dans les dernières vingt-quatre heures, dont 70 à Tikrit,.
Le 29 juin 2014, l'État islamique en Irak et au Levant annonce le rétablissement du califat et prend officiellement le nom d'État islamique.
Le 30 juin, cependant les militaires irakiens se heurtent à une forte résistance de la part des forces de l'État islamique. Des troupes reculent et se replient sur la ville de Dijla, à 25 kilomètres de Tikrit.

### Offensives de juillet
Le 4 juillet, l'armée irakienne attaque Al Aoudja, le village natal de Saddam Hussein défendu par les rebelles baasistes de l'Armée des hommes de la Naqshbandiyya. Le combat fait 30 morts chez les rebelles selon Kassim Atta, porte-parole militaire du Premier ministre, cependant les déclarations d'un policier du village à Reuters n'évoquent que trois morts du côté des insurgés. Le même jour, l'armée affirme avoir pris le contrôle de la route reliant Tikrit à Samarra.
Le 15 juillet, les forces irakiennes parviennent à entrer dans la ville par le sud, l’académie de police et l'hôpital sont repris. Mais les rebelles sunnites contre-attaquent rapidement et dans la soirée, les militaires et les miliciens chiites, pris sous le feu de tirs de mortiers et de tireurs embusqués, sont repoussés hors de la ville. Ils se replient sur une de leurs bases, située à 4 kilomètres au sud de la ville. Selon des médecins de l'hôpital de Tikrit, au moins 52 militaires et 40 rebelles ont été tués lors du combat.
Le 17 juillet au soir ainsi que le 18, des insurgés lancent un assaut contre une base aérienne de l'armée irakienne appelée base Speicher, située à quelques kilomètres au nord de la ville de Tikrit. Une unité des forces spéciales arrive en renfort et perd trois de ses membres dans les combats, tandis que 35 assaillants périssent dans la bataille selon un officier des renseignements. L'EI a pour sa part affirmé dans un communiqué avoir tué plusieurs soldats et pilotes, abattu deux hélicoptères en vol et détruit appareils, réserves de carburant et outils de communication au sol.

### Offensive d'août, puis phase d'escarmouches
Le 19 août, l'armée irakienne soutenue par les milices chiites lance une nouvelle offensive sur Tikrit. Tôt dans la matinée, les forces loyalistes attaquent au sud et au sud-ouest de la ville. Les djihadistes parviennent cependant à contenir l'offensive, l'armée est bloquée au sud par un tir de barrage de mortiers et de mitrailleuses lourdes et à l'ouest par des tireurs embusqués et des champs de mines.
Pendant plusieurs mois le front reste globalement stable et les combats sont peu intenses. Le 10 décembre, un kamikaze conduisant un véhicule piégé se fait exploser à une vingtaine de kilomètres au sud de Tikrit et tue neuf miliciens chiites.

### Offensive de mars 2015

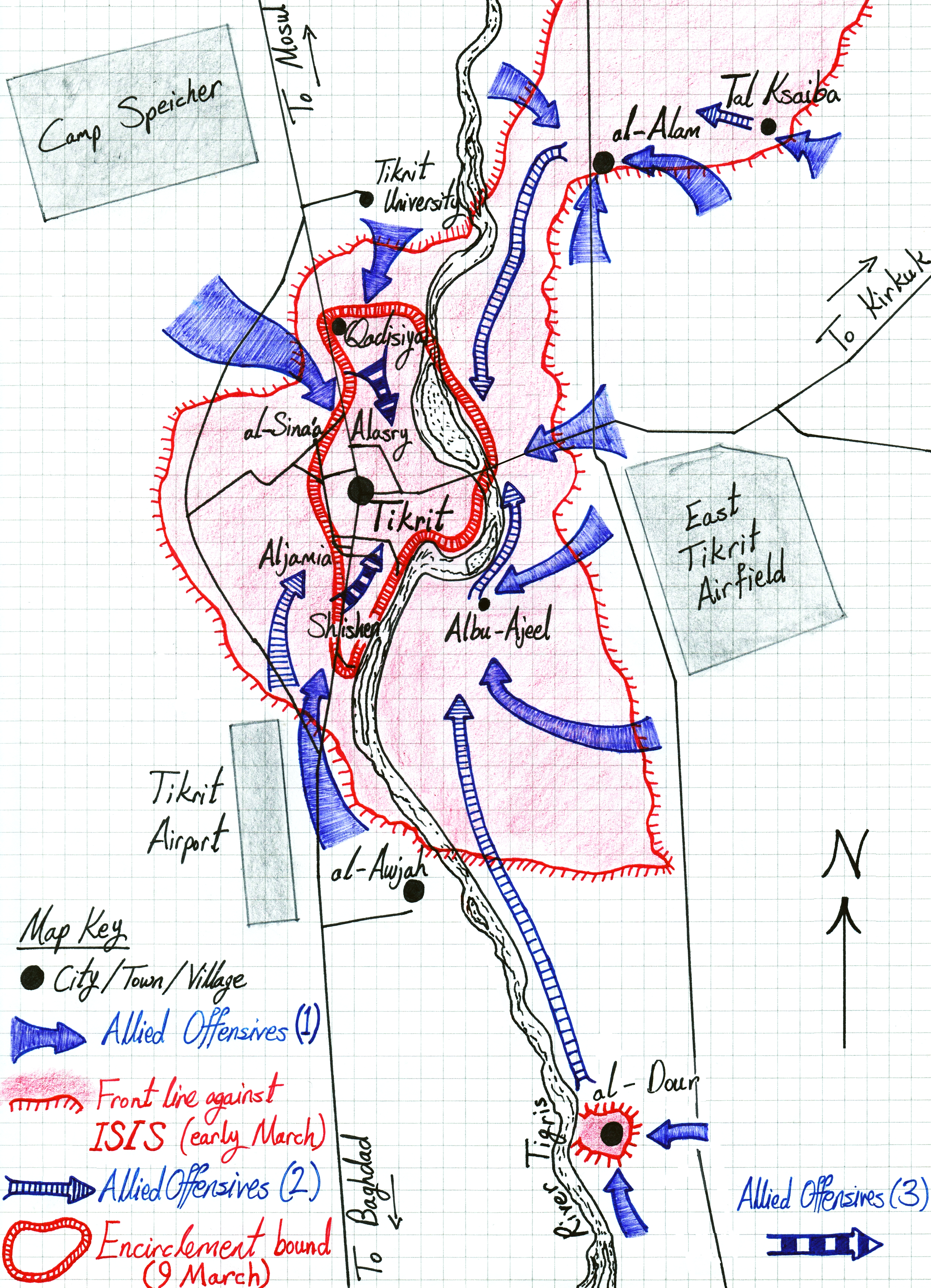
Carte de l'offensive irakienne sur Tikrit en mars.

Le 2 mars 2015, les forces gouvernementales irakiennes engagent 27 000 hommes — troupes régulières irakiennes mais surtout milices chiites et milices tribales sunnites loyalistes — dans une offensive sur Tikrit, Al-Dour ou Ad-Dawr au sud et Al-Alam au nord,. Il s'agit alors de leur 36e offensive contre Tikrit. Mais comme dans les précédentes tentatives, les forces irakiennes piétinent, ralenties par les sniper de l'EI et de nombreux engins explosifs improvisés,. Le 7 mars, l'armée irakienne parvient à entrer dans Al-Dour, au sud de Tikrit. Le 8, elle s'empare du village d'Albou Ajil, à l'est de la ville, et les djihadistes se replient sur Al-Alam. Le 10 mars, l'EI fait exploser à l'est l'unique pont de la région qui enjambe le fleuve Tigre, afin de ralentir la progression des troupes irakiennes. Par ailleurs ces dernières prennent le même jour le contrôle du centre d'Al-Alam, dans les faubourgs nord de Tikrit, et encerclent complètement Al-Dour à l'ouest,.
Le 11 mars, l'armée irakienne parvient à entrer dans la ville de Tikrit. Les forces gouvernementales progressent lentement à cause des pièges et les pertes sont lourdes, l'armée perdant quotidiennement des dizaines de soldats tués ou blessés. Le 13, à l'aube les forces spéciales irakiennes attaquent sans succès l'école de médecine. Le 14, Karim al-Nouri, porte-parole des milices chiites déclare que les djihadistes présents dans la ville ne sont plus que 60 à 70. Au début de l'offensive, l'aviation de la coalition n'intervient pas, l'Irak n'en ayant pas fait la demande, cependant le 15 mars le général Abdelwahab al-Saadi déclare avoir demandé au ministère de la Défense de réclamer une intervention de la coalition. Le 16 mars, le gouvernement irakien annonce que l'armée cesse son offensive pour « limiter les pertes et protéger les infrastructures ».
Au cours de l'offensive la tombe de Saddam Hussein, dans le village de Ouja au sud de Tikrit, est détruite pendant les combats. Le corps du dictateur avait cependant été évacué précédemment par les loyalistes dans un endroit secret.
À la demande du gouvernement irakien et malgré leur réticence à appuyer les milices chiites, les États-Unis interviennent le soir du 25 mars et leurs forces aériennes bombardent pour la première fois les positions de l'EI à Tikrit. L'offensive au sol reprend à la suite de ces frappes, le gouvernement irakien annonce que les milices chiites ont été retirées du front et selon les déclarations au Congrès du général Lloyd Austin, elles ont été remplacées par 4 000 hommes des forces spéciales et de la police irakienne,. En réalité, les milices chiites participent toujours aux combats,. Le 31 mars, pour la première fois, les forces irakiennes reprennent le siège provincial de Tikrit. Le même jour, le chef du gouvernement, Haïder al-Abadi, annonce sur Twitter la « libération de Tikrit ». Cependant, ses propos sont immédiatement nuancés par le commandant Kim Michelsen, porte-parole de la coalition, qui affirme que certains secteurs sont toujours sous le contrôle de l'EI. Détruite à 50% par les combats, la ville est pillée et des centaines de maisons sont incendiées par les miliciens chiites, afin de faire exploser d'éventuelles bombes placées à l'intérieur. Ces méthodes sont condamnées par le gouvernement irakien qui retire la majorité des milices chiites de Tikrit le 4 avril,.

### Prolongation des combats en avril
Cependant le ministre irakien de l'Intérieur Mohammed al-Ghabbane reconnaît que des « poches » de combattants de l'EI subsistent à Tikrit, il indique également que plus de 1 000 pièges ont été découverts en une semaine. Le 7 avril, l'armée mène un raid dans le quartier de Qadissiya contre un petit groupe de 8 ou 15 insurgés qui sont tués pour la plupart.
Le 17 avril 2015, les miliciens chiites et les forces gouvernementales attaquent un groupe d'insurgés dans les montagnes d'Hamrine, près d'Al-Alam à quatre kilomètres à l'est de Tikrit. 12 insurgés sont tués et selon le gouverneur de la province de Salah ad-Din, Ezzat Ibrahim al-Douri, le chef de l'Armée des hommes de la Naqshbandiyya, est tué lors de ce combat,. Cette information est démentie par le Parti Baas irakien.

## Suites
Au cours des mois suivants, la ville retrouve une certaine stabilité et les habitants reviennent s'installer dans leurs maisons en ruines. La tribu sunnite des Joubour, pro-gouvernementale, domine l'administration locale à côté des milices chiites, tandis que les hommes des tribus Albou Nasser et Albou Ajeil, autrefois proches de Saddam Hussein et accusées de complicité avec l’État islamique, ont presque tous quitté la ville.
Selon Arthur Quesnay, doctorant en science politique à Paris 1 Panthéon-Sorbonne et chercheur au think tank Noria Research : « Quelques mois après, la population sunnite a été appelée à revenir dans la ville. Officiellement, l’entente avec les milices chiites est bonne. En fait sur place, il n’en est rien, dit-il. Les sunnites de la ville sont revenus parce qu’ils n’avaient nulle part où aller. Il y a des problèmes d’eau, d’électricité, peu d’aide de Bagdad. Mais le principal problème, c’est que les milices chiites patrouillent dans la ville et alentours et lorsqu’elles attrapent des sunnites isolés, il y a des exactions, des rackets, kidnappings, demandes de rançon ».

## Vidéographie
- France 24, « Irak : la bataille fait rage à Tikrit pour déloger les jihadistes de l'EI », sur youtube
- Le Monde, « L'armée irakienne combat l'EI près de Tikrit », 10 mars 2015
- (en) Vice news, « Trapped in Iraq Between the Islamic State and Government Forces », sur youtube, 8 avril 2015